# کایل دیکسون (بازیکن فوتبال)
کایل دیکسون (انگلیسی: Kyle Dixon؛ زادهٔ ۱۹ نوامبر ۱۹۹۴) بازیکن فوتبال اهل بریتانیا است.
از باشگاه‌هایی که در آن بازی کرده‌است می‌توان به باشگاه فوتبال گرنثم تاون، باشگاه فوتبال نوتس کانتی، و باشگاه فوتبال تلفورد یونایتد اشاره کرد.